# Gorbea (Cile)
Gorbea è un comune del Cile della provincia di Cautín nella Regione dell'Araucanía. Al censimento del 2002 possedeva una popolazione di 15.222 abitanti.

## Società

### Evoluzione demografica
| Censimento del 1992 | Censimento del 2002 |
| 14.652 ab.          | 15.222 ab.          |